# David Mackenzie
Pour les articles homonymes, voir David McKenzie.
David Mackenzie, né le 10 mai 1966 à Corbridge (Angleterre du Nord-Est), est un réalisateur britannique.

## Biographie
Le film Comancheria est dédié à David John Mackenzie (1929-2015) et Ursula Sybil Mackenzie (1940-2015), les parents du réalisateur David Mackenzie qui sont tous les deux morts pendant qu'il faisait ce film.

## Filmographie

### Longs métrages
- 2002 : The Last Great Wilderness
- 2003 : Young Adam
- 2005 : Asylum
- 2008 : My Name Is Hallam Foe (Hallam Foe)
- 2009 : Toy Boy (Spread)
- 2010 : Perfect Sense
- 2011 : Rock'n'Love (You Instead)
- 2014 : Les Poings contre les murs (Starred Up)
- 2016 : Comancheria (Hell or High Water)
- 2018 : Outlaw King : Le Roi hors-la-loi (Outlaw King)
- 2024 : Relay

Prochainement
- 2025 : Fuze

### Courts métrages
- 1994 : Dirty Diamonds
- 1997 : California Sunshine
- 1999 : Somersault
- 1999 : Marcie's Dowry

## Récompenses
- 2007 : Hitchcock d'Or au Festival du film britannique de Dinard pour My Name Is Hallam Foe
- 2007 : Ours d'argent de la meilleure musique à la Berlinale (Festival international du Film de Berlin) pour My Name Is Hallam Foe.